# Marama - Rombai - El viaje
Márama - Rombai: El viaje (2016) es una película documental biográfica sobre las bandas uruguayas Márama y Rombai y dirigida por Federico Lemos. Fue estrenada el 23 de junio de 2016 en Uruguay y el 4 de agosto en Argentina.

## Integrantes

### Márama
- Agustín Casanova
- Pablo Arnoletti
- Marcos Ifran
- Alejandro Vázquez
- Matías Besson
- Martín López
- Lautaro Moreno
- Agustín Duarte

### Rombai
- Fer Vázquez
- Nicolás Vellozo
- Brian García
- Agustín Correa
- Ramiro Caruzo
- Nathalie Rubinstein
- Nicolás González
- Camila Rajchman